# تفسير يحيى بن سلام
تفسير يحيى بن سلّام هو كتاب من تأليف يحيى بن سلام التيمي البصري القيرواني (ت: 200 هـ)، ويرجع زمن تأليفه إلى النصف الثاني من القرن الثاني الهجري.
وهو تفسير شامل لجميع سور القرآن الكريم بجميع آياتها بالمأثور من الأقوال مما روي عن النبي صلى الله عليه وسلم، أو عن الصحابة والتابعين رضي الله عنهم.:14

## وصف
يرجع زمن تأليف هذا الكتاب إلى النصف الثاني من القرن الثاني الهجري بعد كتاب عبد الملك ابن جريج.
ويمتاز الكتاب بالآتي:
- أنه اشتمل على المأثور من الأقوال مما روي عن النبي صلى الله عليه وسلم، أو عن الصحابة والتابعين رضي الله عنهم.
- ضم عددا كبيرا من التفاسير، التي لم يتسير الوقوف عليها إلا من خلال النقول المتناثرة.
- أنه تناول جميع السور القرآنية بجميع آياتها بالبيان والتفسير.
- أنه مهد لظهور مرحلة ثالثة بل كان له الأثر الكبير في ظهور تفسير الطبري.[3]:8، 15، 17

اعتمده عدد من العلماء كأبي عبد الله القرطبي، وأبي الفرج ابن الجوزي، وابن حجر، ومكي بن أبي طالب، والسيوطي وغيرهم.:20

## تسمية التفسير ونسبته إلى مؤلفه
لا إشكال في تسمية تفسير ابن سلام ولا في صحة نسبته إلى مؤلفه لأنه مسجل على أغلب النسخ الخطية منه. والعبارات الدالة على ذلك متعدد وهي:
- تفسير ابن سلام (العبدلية).
- تفسير يحيى بن سلام (القيروان، النسخة الثالثة، القطعة: 180).
- تفسير القرآن تأليف يحيى بن سلام ( القيروان، النسخة الخامسة، القطعة: 163). كما أن عددا من مترجمي يحيى بن سلام ذكروا هذا التفسير ضمن مؤلفاته.[3]:32.

## منهج الكتاب
يعتمد ابن سلام كأسلافه من المفسرين الرواية بأسانيدها، واللغة، وعلوم القرآن، لكنه أدخل عناصر جديدة لم يكن معتبرة لديهم ويمكن إبرازها فيما يلي:
- تعديد الروايات في شرح الآية الواحدة. فهو في تفسير قوله تعالى: {أَهْلَ الذِّكْر} [سور النحل: 43] مثلا يستعرض تفسير الحسن، وتفسير قتادة، وتفسير السدي.
- التوسع في التفسير بذكر حكم شرعي، أو رفع إبهام، أو سرد أحداث قصة، أو استعراض أحداث موقف يزيد بيانا.
- الاهتمام بالإعراب وتعليله وكذلك بالتعليل في القراءات المختلفة.
- الاهتمام ببيان نظم الآية وأثر ذلك في المعنى.
- النقد والترجيح بين الأخبار التي تقدمها الرواية باستعمال عبارات دالة على ذلك كقوله: وبه يأخذ يحيى، أو قوله: وهو أعجب إلي، أول قوله: لا يأخذ به يحيى.

إن المنهج الذي اتبعه ابن سلام في تفسيره يبين النقلة النوعية التي حصلت في التفسير عموما لذلك لا يمكن تصنيف كتابه بين التفاسير التي ظهرت قبله، فهو يمثل مرحلة تلت تلك التي توفرت في مثل تفسير مجاهد.:15
يبرز الشبه واضحا بين تفسيري ابن سلام والطبري في المنهج، والروايات، ويتفق كثيرا بينهما في الإسناد واختيار القراءة التي يتبناها.:16

## أسباب التطور في تفسير ابن سلام حجما وكيفا
الأسباب التي دفع يحيى بن سلام إلى التوسع في تفسيره حجما وكيفا يعود إلى أمرين اثنين:
- كثرة الشيوخ الذين روى عنهم يحيى بن سلام.
- إلقاء التفسير بالقيروان، وهي منطقة نائية، أهلها بحاجة إلى المزيد من المعرفة بأسرار العربية عموما وبمعاني القرآن والتعمق بمعرفة أساليبه على وجه الخصوص، كما أنهم كانوا بحاجة إلى الاطلاع على المرويات الحديثة لأن العصر بالقيروان كان عصر تأسيس للثقافة الإسلامية.[7]

## مميزات الكتاب
يتميز تفسير يحيى بن سلام بالمميزات التالية.:8، 15، 17:
- اشتماله على المأثور من الأقوال مما روي عن النبي صلى الله عليه وسلم، أو عن الصحابة والتابعين رضي الله عنهم.
- وثيقة هامة ضمت عددا كبيرا من التفاسير، والتي لم يتسير الوقوف عليها إلا من خلال نقول متناثرة. من أمثال تفاسير إسماعيل بن عبد الرحمن السدي، والحسن البصري، وسفيان الثوري وغيرهم.
- تناول جميع السور القرآنية بجميع آياتها بالبيان والتفسير. ويعتبر أول من قام به أو يكون من الأوائل الذين سنوا هذه الطريقة في التفسير.
- مهد لظهور مرحلة ثالثة بل كان له الأثر الكبير في ظهور تفسير الطبري، والتي انتقل فيها التفسير من مجرد عملية النقل إلى عملية الفهم والاستنباط.[8]

## رواة تفسير ابن سلام
يعود الفضل في بقاء هذا التفسير، حسب ما  ذكره ابن خير في فهرسة شيوخه، إلى راويين اثنين تلقياه مباشرة عن يحيى بن سلام هما:17-18:
1. محمد بن يحيى بن سلام (ت 262 هـ / 876 م).
2. أبو داود أحمد بن موسى العطار ( ت 274 هـ / 888م) تلميذ يحيى بن سلام.

### رواية محمد بن يحيى بن سلام عن أبيه يحيى بن سلام
استمرت هذه الرواية على يد العديد من الرواة منهم:
- يحيى بن محمد بن يحيى بن سلام. (ت 280 هـ / 894 م)
- الحسن بن علي.
- أبو جعفر أحمد بن زياد. ( ت 319 هـ / 932 م)
- سعدون بن أحمد الخولاني (ت 324 هـ / 936م)
- موسى بن عبد الرحمن.

### رواية أبي داود أحمد بن موسى بن جرير العطار
وقد بلغ من هذه الرواية ثلاث نسخ، وعرف اسم الشيخ المتلقي في إحداها عن أبي داود وهو: أبو الحسن علي بن الحسن المري البجاني. (ت 334 هـ / 946 م). أما النسختان الأخريان فلا يعرف الشيخ الذي تلقى عن أبي داود. وذكر ابن الفرضي شيخين رويا التفسير عن أبي داود وهما:
- محمد بن وضاح الصدفي.
- ياسين بن محمد بن عبد الرحيم الأنصاري. (ت حوالي 320هـ / 932 م).[3]:18-19

## نشر الكتاب وتحقيقاته

### أماكن وجود مخطوطات الكتاب
توجد جميع مخطوطات تفسير يحيى بن سلام بمكتبات الجمهورية التونسية، وتتوزع هذه النسخ على ثلاث مكتبات هي:
- المكتبة العبدلية.
- مكتبة حسن حسني عبد الوهاب.
- مكتبة جامع القيروان.[3]:21

### تحقيقات تفسير ابن سلام
اشتغل عدد من طلبة كلية الآداب بالجامعة التونسية بتحقيق أجزاء من تفسير ابن سلام وهي على النحو الآتي:
- البشير المخينيني الذي حقق الجزءين 13 و17.
- حماد صمود الذي حقق الجزءين 16و18.
- الرشيد الغزي الذي حقق الجزءين 14و15.
- محسن ساسي الذي حقق الجزء 19، وتحقيق سورتي: يس، والصافات.

وقد تقاسم أربعتهم تحقيق قطعة العبدلية بأجزائها السبعة. إلا أنه لم يعمد أحد منهم إلى نشر عمله فبقي التفسير على حاله من جهل الناس به.:20-21

### طبعات الكتاب
طبع الكتاب بتحقيق الدكتورة هند شلبي. الناشر: دار الكتب العلمية –بيروت لبنان- 1425 هـ.(ردمك ISBN 978-2-7451-4440-9)